# Genolinea lintoni
Genolinea lintoni är en plattmaskart. Genolinea lintoni ingår i släktet Genolinea och familjen Hemiuridae. Inga underarter finns listade i Catalogue of Life.